# Hradec Králové
Hradec Králové  (in tedesco Königgrätz, in polacco Kralowy Hradec) è una città della Repubblica Ceca, capoluogo del distretto e della regione omonimi.

## Storia
Il nome originario della città era Hradec (il castello); Králové (della regina) venne coniato quando divenne una delle città in dote a Elisabetta Richeza di Polonia (1286–1335), che visse qui per trent'anni come seconda moglie di due re boemi, Venceslao II e successivamente Rodolfo I d'Asburgo. In latino, il Castello della Regina si chiamava Grecz Reginae, l'equivalente tedesco Königingrätz venne abbreviato in Königgrätz dal 1800.
La città è situata al centro di una regione molto fertile denominata la Strada d'oro, sulla confluenza dell'Elba e dell'Orlice. Notevoli sono gli edifici di interesse storico ed architettonico: la Cattedrale venne fondata nel 1303 da Elisabetta Richeza di Polonia e la chiesa di San Giovanni, costruita nel 1710, si innalza sulle rovine del vecchio castello. Tra gli anni '20 e '30 la città crebbe rapidamente e vennero costruiti molti edifici con un'architettura molto moderna: questo le valse l'appellativo di Salone della Repubblica.

## Economia
L'economia della città è basata sull'industria alimentare, fotochimica ed elettronica. Il settore di artigianato tradizionale include la produzione di strumenti musicali - basti ricordare la nota PETROF, specializzata in pianoforti.

## Cultura

### Istruzione

#### Università
La città inoltre ospita l'Università di Hradec Králové e i dipartimenti di medicina e farmacia dell'Università Carolina di Praga. Vi ha inoltre sede l'osservatorio astronomico cittadino, congiuntamente ad un distaccamento dell'Istituto idrometeorologico ceco.

#### Musei
In città si trova il Museo della Boemia orientale.

## Sport
La principale squadra di calcio della città è la FC Hradec Králové, fondata nel 1905.

## Amministrazione

### Gemellaggi
- Černihiv
- Stavanger
- Alessandria
- Arnhem
- Banská Bystrica
- Gießen
- Castelli
- Győr
- Székesfehérvár
- Montana
- Wałbrzych
- Breslavia